# Ажунва, Чиома
Чиома Ажунва (англ. Chioma Ajunwa; 25 декабря 1971, Ахиара, штат Имо) — нигерийская легкоатлетка, специализировавшаяся в прыжках в длину и спринтерском беге, единственная олимпийская чемпионка от Нигерии (все остальные — мужчины), также футболистка, игрок национальной сборной, участница финальной стадии розыгрыша Кубка мира 1991 года.
Кавалер нескольких государственных наград Нигерии.